# Europaeum
Europaeum е обединение на 17 водещи висши училища от 15 държави в Европа.
Основано е през 1992 г. по инициатива на Оксфордския университет за съдействие на международния и междукултурния диалог в Европа.
Според замисъла на неговите инициатори то следва да подкрепя развитието на образованието чрез насърчаване на европейските изследвания в Оксфордския университет и други висши училища, които са свързани с него, за мобилност на академичния персонал и студентите между тези училища и за изследване на езиците, историята, културата и професиите на хората от Европа.
Няколко университета от обединението – Лайденският университет, Университетът „Париж I“ и Оксфордският университет, осъществяват обучение по магистърската програма „Европейска история и цивилизация“. Организират се летни училища и конференции. Гост-лектори преподават в партньорски висши училища.
В състава на обединението влизат следните висши училища:
| Държава        | Университет                                                                    |
| -------------- | ------------------------------------------------------------------------------ |
| Белгия         | Католически университет на Льовен                                              |
| Великобритания | Оксфордски университет; Университет на Сейнт Андрюс                            |
| Германия       | Бонски университет, Берлински свободен университет                             |
| Дания          | Копенхагенски университет                                                      |
| Естония        | Тартуски университет                                                           |
| Испания        | Мадридски университет Комплутенсе; Университет „Помпеу Фабра“ (Барселона)      |
| Италия         | Болонски университет                                                           |
| Нидерландия    | Лайденски университет                                                          |
| Полша          | Ягелонски университет (Краков)                                                 |
| Португалия     | Католически университет на Португалия (Лисабон)                                |
| Финландия      | Хелзинкски университет                                                         |
| Франция        | Университет Париж I                                                            |
| Чехия          | Карлов университет (Прага)                                                     |
| Швейцария      | Висш институт за международни изследвания и изследвания на развитието (Женева) |